# Миняно Монте Лунго
Миня̀но Мо̀нте Лу̀нго (на италиански: Mignano Monte Lungo, до 1943 г. само Mignano, Миняно) е малко градче и община в Южна Италия, провинция Казерта, регион Кампания. Разположено е на 137 m надморска височина. Населението на общината е 3290 души (към 2010 г.).